# Sèrica
Sèrica (en grec, Σηρική Sērikḗ; en llatí, Sērica) fou un territori de l'Àsia central habitat per pobles anomenat sers (en llatí, sērĕs; en grec, Σῆρες Sẽres «xinesos [del nord]») tot i que probablement aquest no era el seu nom. Segons Ptolemeu tenia a l'oest l'Escítia fora de l'Ímaus, al nord la terra desconeguda, a l'est el país dels sines (en llatí, sinae; en grec, Σῖναι Sĩnai «xinesos [del sud]») i al sud, l'Índia.
Les ciutats que esmenta Ptolemeu són: Damna (prop de l'actual Qaraixahr), Piada, Asmirea, Tròana, Issèdon Sèrica, Aspacea (o Aspacarra), Dròsaca (o Ròsoca), Paliana, Tògara, Abràgana, Dàxata, Orosana, Otorocorra, Sòlana i Metròpolis Sera (a l'actual Xi'an).